# Chloë Agnew
Chloë Elisabeth Aislinn Moira Agnew (nasceu em 9 de junho de 1989 em Dublin, Irlanda) é uma cantora irlandesa que ganhou fama pela sua partipação no grupo musical Celtic Woman. Ela reside em Knocklyon, município de Dublin, Irlanda, com a mãe Adéle "Twink" King e sua irmã mais jovem Naomi Agnew.
Atualmente ela se apresenta pelo mundo (principalmente nos EUA e Canadá) como uma das integrantes do grupo Celtic Woman.

## Primeiros anos
Chlöe é filha da artista irlandesa Adele King e do oboísta irlandês David Agnew. Ela fez seu primeiro aparecimento na televisão no programa da mãe quando tinha só quatro semanas de vida e subsequentemente cantou no espetáculo com 6 anos de idade.
Em 1998, Chlöe representou a Irlanda e foi a vencedora do "Grand Prix at the First International Children's Song Competition" (Grande Prêmio do Primeiro Festival Internacional de Música Infantil) no Cairo, Egito, com uma canção chamado "A Árvore de Amizade" ("The Friendship Tree"). Ela começou a executar pantomima (teatro de mímica) no Teatro de Olympia em Dublin e continuou naquele papel durante quatro anos.
Em 1999, ela atuou em "The Young Messiah" (O Messias Jovem), uma adaptação moderna do Messias de Handel. Nesta produção, ela interpretou uma das crianças e executou a língua de sinais.

## Carreira musical
Em 2000, com 11 anos, Chlöe pediu ao diretor David Downes para gravar uma canção para angariar fundos para as crianças do Afeganistão. Ela gravou "Angel of Mercy" (Anjo de Misericórdia) para o álbum "This Holy Christmas Night" (Essa Noite de Natal) que arrecadou mais de de £20,000 (mais de US$ 41.000,00) para o Fundo de Caridade das Crianças Afegãs em 2001. Durante este ano, ela se juntou à "Christ Church Cathedral Girls' Choir" (Coro de Meninas da Catedral da Igreja de Cristo) e permaneceu como integrante durante três anos.
Em 2002, com 12 anos de idade, Chlöe assinou contrato com a "Celtic Collections", e com o apoio de Downes, ela gravou seu primeiro álbum, "Chloë".
Dois anos depois, em 2004, ela gravou seu segundo álbum, "Chloë: Walking in the Air". No mesmo ano ela surgiu como parte do grupo "Celtic Woman" no teatro The Helix em Dublin. Até o momento ela já gravou 4 álbuns com o grupo e tem participado de várias excursões pelo mundo.

## Videografia
4 DVD com o Celtic Woman e 1 DVD solo Chloë: Walking in the Air - 2005